# 分全乡
分全乡，是中华人民共和国四川省乐山市井研县曾经下辖的一个乡。2019年12月，撤销纯复乡和分全乡，设立纯复镇，以原纯复乡和原分全乡所属行政区域为纯复镇的行政区域。

## 行政区划
分全乡撤销前下辖以下地区：
分全街社区、群力村、全胜村、天乐村、骑龙村、红庙村委会和青龙村。